# Richard McMahon
Richard McMahon é um pianista inglês, professor de música e foi chefe do departamento de teclado do Royal Welsh College of Music and Drama em Cardiff até sua aposentadoria. Ele foi o conselheiro musical e presidente do júri do Concurso Internacional de Piano de Newport e sua vida docente fora do RWCMD agora assumiu uma dimensão internacional envolvendo-o no exame, moderação e julgamento, bem como dando masterclasses em todo o Reino Unido e no exterior. Richard McMahon também tem parceria regular com o violinista James Clark, Concertmaster da Philharmonia, dando recitais para a BBC Radio 3, bem como apresentações em todo o Reino Unido.